# Lucyna Winnicka
Pour les articles homonymes, voir Winnicka.
Lucyna Winnicka (née à Varsovie le 14 juillet 1928 et morte le 22 janvier 2013) est une actrice polonaise.

## Repères biographiques
Lucyna Winnicka a tourné dans 21 films entre 1954 et 1978. C'est elle qui interpréta le rôle principal du film du réalisateur polonais Jerzy Kawalerowicz, Mère Jeanne des anges, qui remporta le prix spécial du Jury au festival de Cannes 1961.
En 1962, elle reçoit l'Étoile de Cristal la récompensant dans la catégorie « meilleure actrice étrangère ».

## Filmographie partielle
- 1954 : Sous l'étoile phrygienne de Jerzy Kawalerowicz
- 1957 : La Vraie Fin de la guerre (Prawdziwy koniec wielkiej wojny) de Jerzy Kawalerowicz
- 1959 : Train de nuit de Jerzy Kawalerowicz
- 1959 : L'Étoile du silence (Der schweigende stern ) de Kurt Maetzig  et Hieronim Przybyl
- 1961 : Mère Jeanne des anges (Matka Joanna od aniolów) de Jerzy Kawalerowicz
- 1961 : Les Chevaliers teutoniques (Krzyzacy) d'Aleksander Ford
- 1962 : Godzina pasowej rózy de Halina Bielińska
- 1962 : Szpital de Janusz Majewski
- 1963 : Pamietnik pani Hanki de Stanislaw Lenartowicz
- 1965 : Sam posród miasta de Halina Bielińska
- 1966 : Le Pharaon (Faraon) de Jerzy Kawalerowicz
- 1966 : Sposób bycia de Jan Rybkowski
- 1967 : Sarajevski atentat de Fadil Hadzic* 1968 : 322 de Dušan Hanák
- 1969 : Le Jeu de Jerzy Kawalerowicz
- 1970 : Szerelmesfilm d'István Szabó
- 1972 : Na wylot de Grzegorz Królikiewicz
- 1973 : Tüzoltó utca 25. d'István Szabó
- 1975 : Bilan trimestriel (Bilans kwartalny) de Krzysztof Zanussi
- 1975 : Wieczne pretensje de Grzegorz Królikiewicz
- 1976 : Ognie sa jeszcze zywe de Nobito Abe
- 1980 : Indeks de Janusz Kijowski